# Konsztandínosz Kaváfisz
Konsztandínosz Kaváfisz (Κωνσταντίνος Π. Καβάφης, Alexandria, 1863. április 29. – Alexandria, 1933. április 29.) görög költő.

## Élete
1863. április 29-én, Alexandriában született kilencedik gyermekként, mindkét ágon gazdag konstantinápolyi görög ortodox családok leszármazottjaként. Apjának és apja fivérének eredetileg Isztambulban volt vállalkozása, később áttették székhelyüket Alexandriába. Apja cége Egyiptom egyik legjelentősebb mezőgazdasági exportőre lett, mezőgazdasági termékeket, főleg gyapotot forgalmazott, elsősorban Angliában. (1926-ig Egyiptom brit protektorátus volt.) Apja azonban 1870-ben meghalt, anyja a hat fiával együtt 1872-ben Liverpoolba költözött. Kaváfisz tehát 9-től 16 éves koráig angol környezetben nőtt fel. 1877-ben a fivérek – egy kivétellel – anyjukkal együtt visszatértek Alexandriába. Kaváfisz ekkor egy alexandriai kereskedelmi líceumba iratkozott, azonban elsősorban klasszikus, ógörög kultúrával foglalkozott. Amikor az egyiptomiak 1882-ben lázadást robbantanak ki a brit fennhatóság ellen, az ifjú Kaváfisz és családja Konstantinápolyba menekült és három évig itt élt. 1892-től 1922-es nyugdíjba vonulásáig az egyiptomi Építésügyi Minisztériumban dolgozott tisztviselőként, egy ideig tőzsdei alkuszként is dolgozott. 1932-ben gégerák támadta meg, 1933. április 29-én halt meg az alexandriai görög kórházban.

## Hatása

### A magyar irodalomra
„Tisztázatlan, miként hatott Kaváfisz a magyar irodalomra. Petri mindenesetre többször is azt vallotta, Eliot költészete mellett a Kavafiszé volt az, mely pályája elején fölszabadító hatással volt rá.” (Krupp József: Második Odüsszeia, Élet és Irodalom, 50. évfolyam, 25. szám – vö. Petri György munkái III.: Összegyűjtött interjúk, 142, 263.). Petri György számára a hatást Kavafisz verseinek Somlyó György mellett legfontosabb fordítója, Vas István közvetítette, akinek költészetére „anekdotikusságával, a hétköznapi nyelv lírai lehetőségeinek kihasználásával” szintén komoly hatást gyakorolt Kaváfisz.
Kovács András Ferenc marosvásárhelyi költő Kaváfisz-átiratai előbb folyóiratokban jelentek meg, majd 2006-ban verseskötetté álltak össze (Kovács András Ferenc: Hazatérés Hellászból – Kaváfisz-átiratok. Magvető, Budapest, 2006).

## Magyarul
- A barbárokra várva; vál., jegyz. Dimitriosz Hadzisz, ford. Somlyó György, Vas István, utószó Vas István; Európa, Bp., 1968
- Kavafisz versei, Európa Könyvkiadó (Lyra Mundi sorozat) Budapest, 1975. (vál., jegyz. Dimitriosz Hadzisz, fordították: Somlyó György, Vas István) ISBN 963-07-0117-0
- K. Kavafisz: Alexandria örök. Válogatott versek. Kalligram, Pozsony, 2006. (Fordították: Déri Balázs, Papp Árpád, Somlyó György, Vas István) ISBN 80-7149-815-7